# Euphlycta erastria
Euphlycta erastria är en fjärilsart som beskrevs av Pieter Cornelius Tobias Snellen 1900. Euphlycta erastria ingår i släktet Euphlycta och familjen snigelspinnare. Inga underarter finns listade i Catalogue of Life.